# Internationaler Stil (Bronzezeit)
Als der Internationale Stil wird von einigen Wissenschaftlern der Stil von Luxusgütern (vor allem aus Elfenbein, Fayence oder Metall) der späten Bronzezeit im östlichen Mittelmeerraum bezeichnet. Er blühte vor allem im 14. und 13. vorchristlichen Jahrhundert. 
Der Begriff ist umstritten und wird nicht von allen Archäologen und Kunsthistorikern akzeptiert. Er wurde von dem Ägyptologen William Stevenson Smith in den 1960er Jahren eingeführt. Typisch für diesen Stil sind eine Mischung ägyptischer, mesopotamischer und minoisch-mykenischer Stilelemente. Die Produktionszentren des Stiles sind vor allem in der Levante zu suchen (Ugarit).

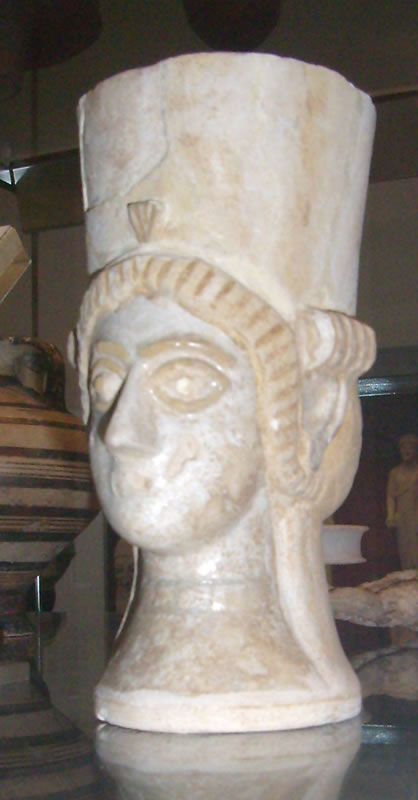
Gefäß aus "Fayence" in Form eines Kopfes, zyprische oder syrische Arbeit
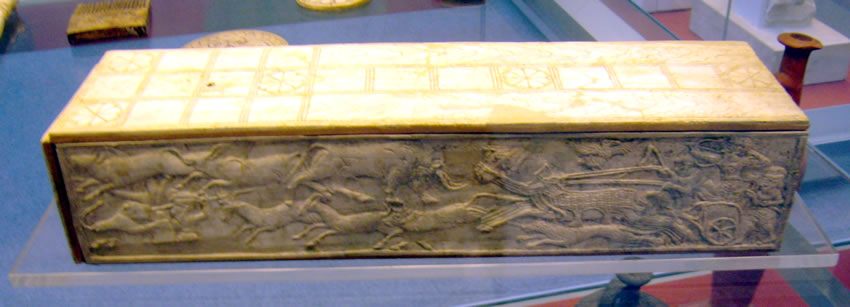
Spielbrett aus Elfenbein, zyprische oder syrische Arbeit
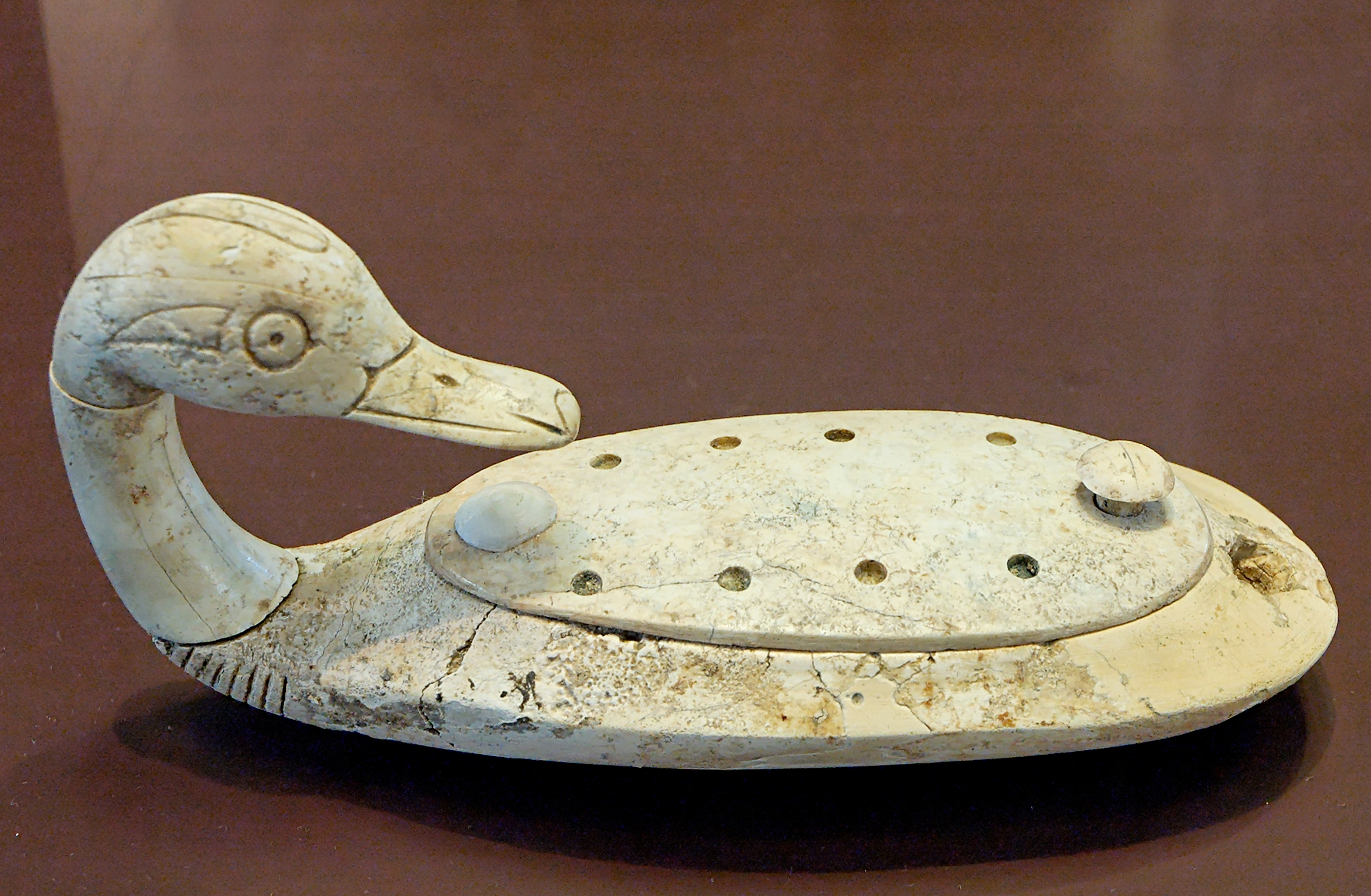
Schminkbehälter